# Toulouges
Toulouges (em catalão:  Toluges) é uma comuna francesa na região administrativa da Occitânia, no departamento dos Pirenéus Orientais. Estende-se por uma área de 8.04 km², e possui 7.036 habitantes, segundo o censo de 2018, com uma densidade de 880 hab/km².